# Paul Schoonbroodt
Paul Schoonbroodt (* 5. Mai 1933 in Eupen; † 26. Mai 2012 in Sankt Vith) war ein traditionalistischer katholischer Priester und ehemaliger Ortspfarrer von Steffeshausen und Auel (Burg-Reuland) in der deutschsprachigen Gemeinschaft Belgiens.

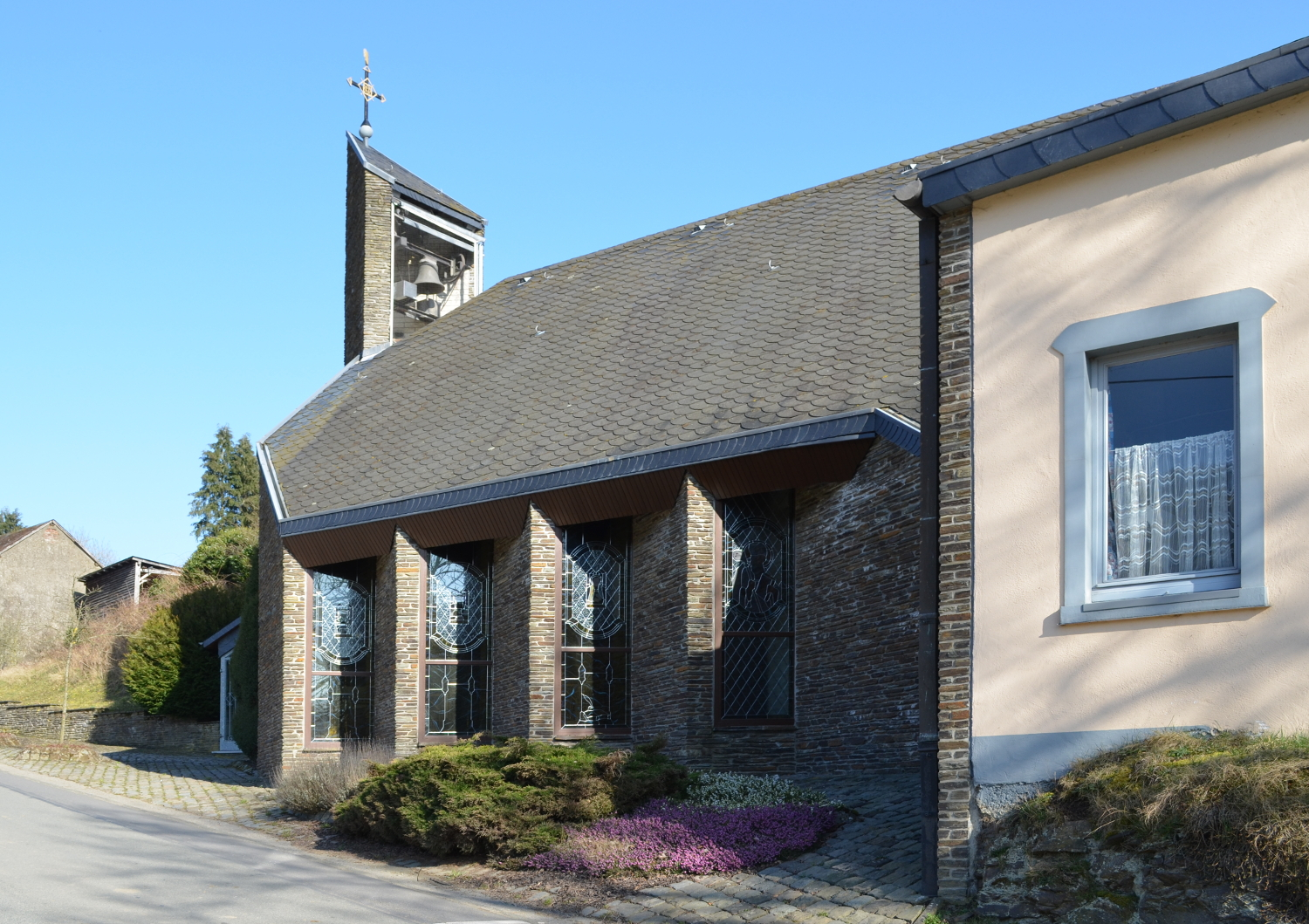
Herz-Jesu-Kirche

## Leben
Paul Schoonbroodt, der Sohn einer Landwirtsfamilie, wurde 1958 in Lüttich zum Priester geweiht. Er war zunächst Kaplan und Religionslehrer in verschiedenen Städten des Bistums Lüttich. 1970 wurde er Pfarrer von Steffeshausen und Auel. Als er von Seiten des Bistums aufgefordert wurde, die neue Liturgie zu feiern, weigerte er sich und feierte weiterhin die Liturgie im tridentinischen Ritus. Daraufhin knüpfte er Kontakt mit Erzbischof Lefebvre und der Priesterbruderschaft St. Pius X., was zu Konflikten mit dem Bistum führte. Mit Bischof Guillaume-Marie van Zuylen verhandelte Schoonbroodt in respektvoller Weise, dessen Nachfolger Albert Houssiau entfernte ihn jedoch am 18. Oktober 1986 aus der Pfarrei und exkommunizierte ihn am 24. Oktober 1988.
Am Ortsrand von Steffeshausen, einem Ortsteil von Burg-Reuland, hat er mit eigenen und aus Spendenmitteln, nach Plänen des Architekten Willy Emonts, die Herz-Jesu-Kirche errichtet, wo er bis 2012 die Liturgie im überlieferten Ritus feierte und seelsorgerisch tätig war. Im Laufe der Zeit wurde er Sedisvakantist.
Schoonbroodt wurde im deutschsprachigen Raum bekannt, als er von September 1997 bis November 1999 Präsident der SAKA (Sammlung glaubenstreuer Katholiken) war. Er leitete die SAKA zwei Jahre, nachdem Alfons Eisele verstorben war und Wigand Siebel wegen des sog. Oratoriumswassers aus dem Verein ausgeschlossen wurde. Schoonbroodt starb an den Spätfolgen eines am 14. April 2012 in der Nähe von Schweinfurt erlittenen Verkehrsunfalls.
Paul Schoonbroodt war ein Bruder des Organisten Hubert Schoonbroodt und war selber Orgellehrer an der Musikakademie von Seraing.

## Einzelbelege
1. ↑   Pfarrer Paul Schoonbroodt sieht sich selbst bestätigt (Grenz-Echo, Januar 2009)
2. ↑  Vgl. http://www.moneyhouse.ch/p/schoonbroodt_pfr_paul-4197828/index.htm
3. ↑  Vgl. Einsicht 28 (1998/6), S. 107f. (Memento des Originals vom 10. August 2013 im Internet Archive)  Info: Der Archivlink wurde automatisch eingesetzt und noch nicht geprüft. Bitte prüfe Original- und Archivlink gemäß Anleitung und entferne dann diesen Hinweis. (PDF; 593 kB).
4. ↑  Vermerk auf der Webseite liegesorgues

| Personendaten    | Personendaten                       |
| ---------------- | ----------------------------------- |
| NAME             | Schoonbroodt, Paul                  |
| KURZBESCHREIBUNG | belgischer Priester, Traditionalist |
| GEBURTSDATUM     | 5. Mai 1933                         |
| GEBURTSORT       | Eupen                               |
| STERBEDATUM      | 26. Mai 2012                        |
| STERBEORT        | Sankt Vith                          |